# Oedignatha major
Oedignatha major är en spindelart som beskrevs av Simon 1896. Oedignatha major ingår i släktet Oedignatha och familjen flinkspindlar.
Artens utbredningsområde är Sri Lanka. Inga underarter finns listade i Catalogue of Life.